# Blötea
Blötea is een geslacht van halfvleugeligen uit de familie schuimcicaden (Cercopidae). De wetenschappelijke naam van dit geslacht is voor het eerst geldig gepubliceerd in 1957 door Lallemand.

## Soorten
Het geslacht Blötea omvat de volgende soorten:
- Blötea albomaculata Lallemand, 1957
- Blötea vicina Lallemand, 1957